# Franz Huber (Biologe)
Franz Huber (* 20. November 1925 in Nußdorf; † 27. April 2017) war ein deutscher Verhaltensforscher und Neurobiologe und einer der Begründer der Neuroethologie.

## Leben
Huber studierte ab 1947 Biologie, Chemie, Physik und Geographie an der Ludwig-Maximilians-Universität München und der TU München mit dem Ziel des Lehramts am Gymnasium, wandte sich dann aber der akademischen Zoologie zu. Von 1951 bis 1953 war Huber Stipendiat der Studienstiftung des deutschen Volkes und wurde 1953 promoviert. Danach war er Assistent am Zoophysiologischen Institut der Universität Tübingen und habilitierte sich dort 1960 in Zoologie.
1963 wurde er Professor für Tierphysiologie an der Universität zu Köln und 1973 wissenschaftliches Mitglied der Max-Planck-Gesellschaft und Direktor am Max-Planck-Institut für Verhaltensphysiologie in Seewiesen in der Abteilung Neuroethologie.
Er war zu vielen Forschungsaufenthalten im Ausland und erhielt Rufe an die University of California, Los Angeles und die University of Michigan, die er ablehnte. 1993 wurde er emeritiert.

## Werk
Huber befasste sich mit akustischem Verhalten und Kommunikation von Heuschrecken, Grillen und Zikaden und deren neurobiologischen Grundlagen, den neuronalen Grundlagen des Hörens (Muster- und Frequenzanalyse) und der Neurobiologie komplexer motorischer Muster. 1975 bis 1985 war er Mitorganisator des DFG-Schwerpunktprogramms Neuronale Mechanismen des Verhaltens. 1970 bis 1974 war Huber auswärtiger Forschungsdirektor am International Centre of Insect Physiology and Ecology in Nairobi.

## Ehrungen und Mitgliedschaften
1980 erhielt Huber die Karl-Ritter-von-Frisch-Medaille der Deutschen Zoologischen Gesellschaft, deren Vorsitzender er 1993/94 war und deren Ehrenmitglied er seit 2003 war. Er war Mitglied der Akademie der Wissenschaften und der Literatur in Mainz, der Bayerischen Akademie der Wissenschaften, der Nordrhein-Westfälischen Akademie der Wissenschaften und der Leopoldina (1974) sowie der Academia Europaea (1991), der American Philosophical Society und der American Academy of Arts and Sciences. Er war mehrfacher Ehrendoktor (Universitäten Köln, Toulouse, Odense und Zürich). 1983 erhielt Huber als erster Ausländer die Napoleon-Cybulski-Medaille der Polnischen Physiologischen Gesellschaft. Er war Fellow der Internationalen Gesellschaft für Neuroethologie.

## Schriften
- Sitz und Bedeutung nervöser Zentren für Instinkthandlungen bei Insekten, o. O. 1953, DNB 480436215 (Dissertation Universität München, Naturwissenschaftliche Fakultät, 20. November 1953, III, 111, V gezählte Blätter mit Tabellen, mehrere Blätter mit eingeklebten Abbildungen, 4° [Maschinenschrift vervielfältigt]).
- Franz Huber: Experimentelle Analyse einiger Leistungen des Zentralnervensystems und insbesondere des Gehirnes der Orthopteren <Saltatoria: Gryllidae>, o. O. 1959 DNB 481007679 (Habilitation Universität Tübingen, Naturwissenschaftliche Fakultät, 14. Januar 1960, II, 76, V gezählte Blätter, Anl., 4 [Maschinenschrift]).
- mit Hubert Markl (Herausgeber): Neuroethology and Behavioral Physiology. Springer Verlag, Berlin u. a. 1983, ISBN 3-540-12644-9.
- mit Thomas Edwin Moore, Werner Loher (Hrsg.): Cricket Behavior and Neurobiologie, Cornell University Press 1989
- mit H. Carl Gerhardt (Hrsg.): Acoustic Communication in Insects and Anurans, University of Chicago Press 2002, ISBN 9780226288338.
- Cricket neuroethology: neuronal basis of intraspecific acoustic communication, Advances in the Study of Behavior, Band 19, 1990, S. 299–356
- mit John Thorson: Cricket Auditory Communication, Scientific American, Band 253, 1985, Heft 6, S. 46–54
- Chronik meines Lebens, Eigenverlag 2016 (Autobiographie)

## Belege
1. ↑  http://trauer.sueddeutsche.de/traueranzeige/franz-huber-1925 Traueranzeige in der Süddeutschen Zeitung (abgerufen am 8. Mai 2017)
2. ↑  Eintrag auf der Internetseite der Academia Europaea

| Personendaten    | Personendaten                                 |
| ---------------- | --------------------------------------------- |
| NAME             | Huber, Franz                                  |
| KURZBESCHREIBUNG | deutscher Verhaltensforscher und Neurobiologe |
| GEBURTSDATUM     | 20. November 1925                             |
| GEBURTSORT       | Nußdorf                                       |
| STERBEDATUM      | 27. April 2017                                |